# أبفيل
ابفيل: مدينة (16098) نسمة، بفسم سوم، [[شمال فرنسا]], على نهر سوم, مركز لصناعة المنسوجات وبخاصة المنسوجات التيلية، عقد فيها لويس التاسع معاهدة لصالحه مع هنرى الثالث ملك إنجلترا (1259).

## المناخ
يظهر الجدول التالي التغييرات المناخية على مدار السنة لأبفيل:
| البيانات المناخية لـأبفيل                                 | البيانات المناخية لـأبفيل | البيانات المناخية لـأبفيل | البيانات المناخية لـأبفيل | البيانات المناخية لـأبفيل | البيانات المناخية لـأبفيل | البيانات المناخية لـأبفيل | البيانات المناخية لـأبفيل | البيانات المناخية لـأبفيل | البيانات المناخية لـأبفيل | البيانات المناخية لـأبفيل | البيانات المناخية لـأبفيل | البيانات المناخية لـأبفيل | البيانات المناخية لـأبفيل |
| الشهر                                                     | يناير                     | فبراير                    | مارس                      | أبريل                     | مايو                      | يونيو                     | يوليو                     | أغسطس                     | سبتمبر                    | أكتوبر                    | نوفمبر                    | ديسمبر                    | المعدل السنوي             |
| --------------------------------------------------------- | ------------------------- | ------------------------- | ------------------------- | ------------------------- | ------------------------- | ------------------------- | ------------------------- | ------------------------- | ------------------------- | ------------------------- | ------------------------- | ------------------------- | ------------------------- |
| الدرجة القصوى °م (°ف)                                     | 17.2 (63.0)               | 19.9 (67.8)               | 22.9 (73.2)               | 29.3 (84.7)               | 32.4 (90.3)               | 35.0 (95.0)               | 37.8 (100.0)              | 37.3 (99.1)               | 32.8 (91.0)               | 27.8 (82.0)               | 21.8 (71.2)               | 16.1 (61.0)               | 37.8 (100.0)              |
| متوسط درجة الحرارة الكبرى °م (°ف)                         | 6.4 (43.5)                | 7.1 (44.8)                | 10.4 (50.7)               | 13.4 (56.1)               | 16.9 (62.4)               | 19.4 (66.9)               | 21.9 (71.4)               | 22.2 (72.0)               | 19.2 (66.6)               | 15.0 (59.0)               | 10.1 (50.2)               | 6.7 (44.1)                | 14.1 (57.4)               |
| المتوسط اليومي °م (°ف)                                    | 4.1 (39.4)                | 4.4 (39.9)                | 7.1 (44.8)                | 9.2 (48.6)                | 12.7 (54.9)               | 15.2 (59.4)               | 17.5 (63.5)               | 17.7 (63.9)               | 15.1 (59.2)               | 11.7 (53.1)               | 7.5 (45.5)                | 4.5 (40.1)                | 10.6 (51.1)               |
| متوسط درجة الحرارة الصغرى °م (°ف)                         | 1.7 (35.1)                | 1.6 (34.9)                | 3.7 (38.7)                | 5.0 (41.0)                | 8.3 (46.9)                | 10.9 (51.6)               | 13.1 (55.6)               | 13.2 (55.8)               | 10.9 (51.6)               | 8.4 (47.1)                | 4.8 (40.6)                | 2.3 (36.1)                | 7.0 (44.6)                |
| أدنى درجة حرارة °م (°ف)                                   | −17.4 (0.7)               | −15.2 (4.6)               | −9.8 (14.4)               | −3.6 (25.5)               | −1.6 (29.1)               | 0.0 (32.0)                | 1.3 (34.3)                | 4.9 (40.8)                | 1.3 (34.3)                | −5.0 (23.0)               | −8.2 (17.2)               | −14.6 (5.7)               | −17.4 (0.7)               |
| الهطول مم (إنش)                                           | 63.3 (2.49)               | 49.3 (1.94)               | 56.7 (2.23)               | 52.5 (2.07)               | 59.4 (2.34)               | 66.0 (2.60)               | 59.1 (2.33)               | 70.2 (2.76)               | 65.1 (2.56)               | 81.7 (3.22)               | 79.6 (3.13)               | 79.7 (3.14)               | 782.6 (30.81)             |
| متوسط أيام هطول الأمطار                                   | 11.4                      | 9.4                       | 11.5                      | 10.1                      | 10.8                      | 9.7                       | 9.1                       | 9.2                       | 10.4                      | 12.0                      | 12.3                      | 12.0                      | 128.0                     |
| متوسط الأيام المثلجة                                      | 4.1                       | 3.6                       | 3.0                       | 1.3                       | 0.1                       | 0.0                       | 0.0                       | 0.0                       | 0.0                       | 0.0                       | 1.4                       | 2.9                       | 16.4                      |
| متوسط الرطوبة النسبية (%)                                 | 89                        | 87                        | 85                        | 82                        | 82                        | 83                        | 83                        | 83                        | 85                        | 88                        | 90                        | 90                        | 85.6                      |
| ساعات سطوع الشمس الشهرية                                  | 70.6                      | 78.5                      | 125.0                     | 172.2                     | 195.5                     | 209.3                     | 216.9                     | 209.2                     | 158.8                     | 117.4                     | 69.8                      | 56.6                      | 1٬679٫7                   |
| المصدر #1: Meteo France                                   |                           |                           |                           |                           |                           |                           |                           |                           |                           |                           |                           |                           |                           |
| المصدر #2: Infoclimat.fr (humidity, snowy days 1961–1990) |                           |                           |                           |                           |                           |                           |                           |                           |                           |                           |                           |                           |                           |

## توأمة
لأبفيل اتفاقيات توأمة مع كل من:
- آرغوس
- بورغس هيل [الإنجليزية]‏

## أعلام
- نيكولاس سانسون
- ريمي مولومبا
- جورج ديكو
- جاك بوشيه دو بيرث
- خوانا دي بونثيو
- جان باول موريل
- جان كلود لوكليرك
- هنري بادي
- غابريل نادي
- لويس أنطوان فرانسوا بايلون

## وصلات خارجية
- الموقع الرسمي